# 448 هـ
448 هـ هي سنة في التقويم الهجري امتدت مقابلةً في التقويم الميلادي بين سنتي 1056 و1057.

## أحداث
- موقعة سنجار: بين البساسيري و قريش بن بدران وقتلمش ابن عم طغرلبك
- تأسيس حوزة النجف

## مواليد
- أبو القاسم عبد الله المقتدي بأمر الله
- أبو الفتح المصيصي

## وفيات
- عبد العزيز الحلواني